# Ортис, Нестор
Не́стор Орти́с Ме́на (исп. Néstor Ortiz Mena; род. 20 сентября 1968, Антьокия, Колумбия) — колумбийский футболист, выступавший на позиции защитника.

## Клубная карьера
Ортис начал играть в футбол в 1989 году в клубе чемпионата Колумбии «Онсе Кальдас». В составе этой команды он выступал 7 лет и провёл в ней большую часть своей карьеры. В 1997 году перешёл в клуб «Депортес Толима», вышедший в высший дивизион страны в 1994 году. В последующие годы был игроком «Мильонариоса» (1998), «Депортиво Пасто» (1999), эквадорского «Текнико Университарио» (2000) и «Итагуи Леонес» (2002). В 2003 году перешёл в «Индепендьенте Санта-Фе», после чего стал выступать в составе венесуэльских клубов. В апреле того же года Ортис стал играть за «Карабобо», в составе которого участвовал в Южноамериканском кубке 2004 года, а затем в 2006 году он присоединился к клубу «Депортиво Ансоатеги», где и завершил карьеру в 2007 году в возрасте 39 лет. В настоящее время живёт в Кали, где работает таксистом.

## Карьера в сборной
7 апреля 1994 года Ортис дебютировал в составе сборной Колумбии в товарищеском матче против Боливии (0:1). В том же году был включён в заявку сборной на чемпионат мира в США, однако в рамках данного турнира на поле не выходил, а сборная не сумела выйти из группы, заняв последнее место. За 2 года в составе сборной Колумбии он сыграл в восьми товарищеских матчах, не отметившись забитыми голами.

## Статистика в сборной
| № | Дата           | Соперник          | Счёт | Турнир            |
| 1 | 7 апреля 1994  | Боливия           | 0:1  | Товарищеский матч |
| 2 | 17 апреля 1994 | Нигерия           | 1:0  | Товарищеский матч |
| 3 | 5 мая 1994     | Сальвадор         | 3:0  | Кубок Майами      |
| 4 | 5 июня 1994    | Греция            | 2:0  | Товарищеский матч |
| 5 | 6 марта 1996   | Гондурас          | 2:1  | Товарищеский матч |
| 6 | 21 марта 1996  | Тринидад и Тобаго | 3:0  | Товарищеский матч |
| 7 | 28 марта 1996  | Боливия           | 4:1  | Товарищеский матч |
| 8 | 29 мая 1996    | Шотландия         | 1:0  | Товарищеский матч |

Итого: 8 матчей; 7 побед, 1 поражение.